# Rob Barel
Robert ("Rob") Alexander Barel (Amsterdã, 23 de dezembro de 1957) é um ex-triatleta profissional neerlandês. 

## Carreira

### Olimpíadas
Rob Barel disputou os Jogos de Sydney 2000, terminando em 43º lugar com o tempo de 1:55:36.69, aos 43 anos. 